# ITunes Live from SoHo (Taylor Swift)
iTunes Live from SoHo è un EP della cantautrice country pop statunitense Taylor Swift, contenente otto canzoni, pubblicato nel mese di gennaio del 2008 dall'etichetta discografica Big Machine Records.

## Tracce
Testi e musiche di Taylor Swift, eccetto dove indicato.
1. Umbrella – 1:29 (Shawn 'Jay Z' Carter, Kuk Harrell, Terius Nash, Christopher 'Tricky' Stewart)
2. Our Song – 3:29
3. Teardrops on My Guitar – 3:24 (Taylor Swift, Liz Rose)
4. Should've Said No – 4:27
5. A Place in This World – 3:24 (Taylor Swift, Robert Ellis Orrall, Angelo Petraglia)
6. Mary's Song (Oh My My My) – 3:47 (Taylor Swift, Liz Rose, Brian Maher)
7. Tim McGraw – 4:00 (Taylor Swift, Liz Rose)
8. Picture To Burn – 3:33 (Taylor Swift, Liz Rose)